# Ferrières (Tarn)
Ferrières (wym. [fɛrjɛɾə]) – miejscowość i dawna gmina we Francji, w regionie Oksytania, w departamencie Tarn. W 2013 roku liczba ludności wynosiła 138 mieszkańców. 
W dniu 1 stycznia 2016 roku z połączenia trzech ówczesnych gmin – Castelnau-de-Brassac, Ferrières oraz Le Margnès – utworzono nową gminę Fontrieu. Siedzibą gminy została miejscowość Castelnau-de-Brassac. 